# فینال جام حذفی فوتبال ایتالیا ۲۰۲۳
فینال جام حذفی فوتبال ایتالیا ۲۰۲۳ هفتاد و ششمین فصل از رقابت‌های کوپا ایتالیا بود. این مسابقه در تاریخ ۲۴ مهٔ ۲۰۲۴ بین فیورنتینا و اینتر میلان در ورزشگاه المپیک رم برگزار شد. در نهایت این باشگاه فوتبال اینترمیلان بود که برای نهمین بار قهرمان کوپا ایتالیا شد.